# Combat de Magul
Révolte des Tsongas (1894-1895)
Le combat de Magul est livrée le 8 septembre 1895, dans le sud du Mozambique, pendant la révolte des Tsongas ou Thongas contre l'autorité coloniale portugaise. Une petite colonne portugaise encerclée par une armée tsonga remporte un succès décisif, grâce à ses mitrailleuses.

## La bataille
Quelques mois après la bataille de Marracuene (2 février 1895), une petite troupe portugaise commandée par le capitaine du génie Freire de Andrade (pt) et le capitaine d'artillerie Paiva Couceiro, pénètre sur le territoire d'un chef tsonga en rébellion, vassal de Gungunhana (en), souverain ngoni du royaume de Gaza.
Les Tsongas n'attaquent pas la colonne pendant sa progression et la laissent arriver jusqu'à eux. Ils l'encerclent mais commettent l'imprudence de lui permettre de se former en carré, les mitrailleuses placées aux angles, derrière une mince ligne de barbelés. Lorsqu'ils lancent l'assaut, le 8 septembre 1895, ils sont hachés par le tir des mitrailleuses mais, galvanisés par un chef de guerre nommé Pope qui les mène au combat, ils chargent de manière déterminée jusqu'à ce que Pope tombe à quelques dizaines de mètres du carré. Sa mort brise l'allant des guerriers et provoque leur repli désordonné.
Les pertes des Tsongas sont plus importantes que celles subies lors de la bataille de Marracuene, où pourtant, le rapport des forces leur était moins favorable : 800 soldats contre 3 000 guerriers. Exténués, à court de munitions et de vivres et deux de leur mitrailleuses étant hors d'usage, les Portugais ne poursuivent pas leur progression et battent en retraite sans être inquiétés par leurs adversaires.
Le combat de Magul scelle le sort de la révolte des Tsongas. La campagne n'est pas terminée car le royaume du Gaza qui soutient les rebelles n'a pas engagé ses forces, mais les Tsongas réalisent qu'ils ne peuvent affronter victorieusement la supériorité technologique des troupes coloniales. La défaite de l'armée de Gungunhana au lac Coolela le 7 novembre confirme de manière définitive cette supériorité.